# Liste der Hochhäuser in Montreal
Dies ist eine Liste der Hochhäuser in Montreal, der zweitgrößten Stadt Kanadas. Zurzeit gibt es 25 Hochhäuser, die höher als 120 Meter sind. Mit 51 Stockwerken und 205 Metern ist 1000 de La Gauchetière am höchsten.
Die städtische Bauordnung schreibt vor, dass kein Hochhaus die Gipfelhöhe des Hausbergs Mont Royal (233 Meter über Meer) überragen darf (mit Ausnahme von Antennen). Die maximale Gebäudehöhe ist in vielen Stadtteilen weiter eingeschränkt und nur auf einigen zentralen Grundstücken darf eine Höhe von 120 Metern überschritten werden. Höhere Hochhäuser als die bestehenden sind theoretisch nur in tiefer gelegenen Teilen des Stadtzentrums möglich; die maximale Höhe würde dann etwa 210 Meter betragen.
Im Jahr 2014 befanden sich 40 Gebäude im Bau. Das höchste Gebäude davon ist das L’Avenue-Gebäude, das 175 Meter erreichen sollte und über 50 Etagen verfügen wird. Die Fertigstellung des Gebäudes ist für das Jahr 2017 vorgesehen. Das Tour des Canadiens ist das derzeit zweithöchste Gebäude in der Bauphase. Bei seiner Fertigstellung im Jahr 2016 sollte es eine Höhe von 167 Meter erreichen und auch 50 Etagen haben. Zu dem dritthöchsten Gebäude, zählt der Roccabella (East Tower), mit 147 Metern und 40 Etagen.

## Die höchsten Hochhäuser
E. = Etagen, BJ = Baujahr (Jahr der Fertigstellung)
| Rang | Name                                        | Bild | Höhe  | E. | BJ   |
| ---- | ------------------------------------------- | ---- | ----- | -- | ---- |
| 01.  | 1000 de La Gauchetière                      |      | 205 m | 51 | 1992 |
| 02.  | 1250 René-Lévesque                          |      | 199 m | 47 | 1992 |
| 03.  | Tour de la Bourse                           |      | 190 m | 47 | 1964 |
| 04.  | Place Ville-Marie                           |      | 188 m | 47 | 1962 |
| 05.  | Tour CIBC                                   |      | 187 m | 45 | 1962 |
| 05.  | Tour de Montréal (Turm des Olympiastadions) |      | 175 m | 20 | 1987 |
| 07.  | 1501 McGill College                         |      | 158 m | 36 | 1992 |
| 08.  | Complexe Desjardins (Südturm)               |      | 152 m | 40 | 1976 |
| 09.  | Tour KPMG                                   |      | 146 m | 34 | 1987 |
| 10.  | Marriott Château Champlain                  |      | 139 m | 38 | 1967 |
| 11.  | Marriott Courtyard Hotel                    |      | 138 m | 36 | 2014 |
| 12.  | Tour Telus                                  |      | 136 m | 34 | 1962 |
| 13.  | Maison Astral                               |      | 134 m | 34 | 1988 |
| 14.  | 500 Place d’Armes                           |      | 133 m | 32 | 1968 |
| 15.  | Complexe Desjardins (Ostturm)               |      | 130 m | 32 | 1976 |
| 16.  | Tour Scotia                                 |      | 128 m | 29 | 1990 |
| 17.  | Tour de la Banque Nationale                 |      | 128 m | 28 | 1983 |
| 18.  | 700 de La Gauchetière                       |      | 128 m | 28 | 1983 |
| 19.  | 1000 Sherbrooke Ouest                       |      | 128 m | 28 | 1974 |
| 20.  | St.-Josephs-Oratorium                       |      | 128 m | 08 | 1967 |
| 21.  | Tour Terminal                               |      | 125 m | 30 | 1966 |
| 22.  | Altitude                                    |      | 124 m | 33 | 2013 |
| 23.  | Édifice Sun Life                            |      | 122 m | 26 | 1931 |
| 24.  | Le Port-Royal                               |      | 122 m | 33 | 1964 |
| 25.  | Tour de la Banque Royale                    |      | 121 m | 28 | 1928 |
| 26.  | 400 Sherbrooke Ouest                        |      | 120 m | 37 | 2009 |
| 26.  | Cité du commerce électronique               |      | 120 m | 27 | 2004 |
| 26.  | Altoria                                     |      | 120 m | 35 | 2014 |

## Im Bau befindliche Hochhäuser
| Name                    | Höhe  | E. | Eröffnung |
| ----------------------- | ----- | -- | --------- |
| L’Avenue                | 175 m | 50 | 2017      |
| Tour des Canadiens      | 167 m | 50 | 2016      |
| Roccabella (East Tower) | 147 m | 40 | 2016      |
| Icône (Phase 1)         | 146 m | 39 | 2016      |
| Tour Deloitte           | 133 m | 28 | 2015      |

## Zeitachse der höchsten Hochhäuser
| Name                            | Zeitraum  | Höhe  | E. |
| ------------------------------- | --------- | ----- | -- |
| Basilika Notre-Dame de Montréal | 1829–1928 | 069 m | 07 |
| Tour de la Banque Royale        | 1928–1931 | 121 m | 22 |
| Édifice Sun Life                | 1931–1962 | 122 m | 26 |
| Tour CIBC                       | 1962      | 187 m | 45 |
| Place Ville-Marie               | 1962–1964 | 188 m | 47 |
| Tour de la Bourse               | 1964–1992 | 190 m | 47 |
| 1000 de La Gauchetière          | 1992–     | 205 m | 51 |